# Матвєєва-Парцхаладзе Леся Сергіївна
Леся Сергіївна Матвеєва-Парцхаладзе (до шлюбу Матвеєва; 8 січня 1983, Київ) — українська практична психолог, психоаналітик, консультантка з особистісного розвитку та ефективності, член Національної психологічної асоціації (НПА), ведуча та експертка програми «Не бреши мені» на телеканалі LIVE. Фахівець із модифікації способу життя, член комітету психологічної безпеки бізнесу в АПКБУ (Асоціація Професіоналів Безпеки України), блогерка та колумністка. У минулому — експертка і телеведуча каналу «1+1».

## Біографія

### Дитинство та освіта
Леся Матвеєва народилась 8 січня 1983 року в Києві. Батько — Матвеєв Сергій Валентинович, мати — Матвеєва Олена Валеріївна. З дитинства завдяки дідусеві Матвєєву Валентину Володимировичу, доктору фізико-математичних наук, захоплювалася математикою, фізикою та астрономією. Це сформувало тягу до системного підходу, яка вплинула на всі майбутні захоплення.
Спочатку навчалася в школі № 51 м. Києва. У 1996 році за задумом батьків поїхала до США, де отримала досвід життя в іншому мовному та соціальному середовищі. У американській школі ретельно вивчала англійську мову, математику й історію. У Київ повернулася в 1998 році і середню освіту закінчувала в школі № 86 (нині — гімназія «Консул»).
Першу вищу освіту Леся Матвеєва отримала в Київському університеті права НАН України. Доволі швидко зрозуміла, що юриспруденцією в майбутньому займатися не буде, однак поставила задачу закінчити освіту, паралельно цікавлячись іншими напрямками. В університеті одним з її улюблених предметів була криміналістика — подобалася систематизація знань та необхідність ретельно аналізувати різні ситуації. Тоді ж вона вперше серйозно захопилася психологією та судовою психіатрією в пошуках розуміння причин кримінальної поведінки та вчинків людей.
Освіта:
1999—2004 рр. — Київський університет права ім. В. М. Корецького Національної Академії Наук України, спеціаліст, юрист (спеціалізація: підприємницьке право).
2008—2011 рр. — Міжнародний інститут глибинної психології. Спеціальність: практичний психолог (психоаналітик).
2013 р. — теперішній час — магістратура гуманітарних і соціальних наук, спільний проєкт університету м. Ніцци — Софії Антиполіс, Міжнародного інституту глибинної психології та Національного педагогічного університету ім. М. П. Драгоманова. Спеціалізація: клінічна психологія
2016 р. — теперішній час — докторантура університету ім. Зігмунда Фрейда (Відень)
Пройшла ряд навчальних семінарів і спеціалізованих курсів у області психоаналізу та психотерапії у провідних спеціалістів Європи, Росії та США.

### Психологія та професійний шлях
В юності Леся стала захоплюватися східною філософією (буддизм, ламаїзм), що розповідає про тісний зв'язок душі та тіла. Однак дуже скоро зрозуміла, що езотерика часто не дає зрозумілих пояснень тих чи інших психічних явищ, і звернулася до психології як науки. Читала книги з психоаналізу, ходила на додаткові лекції до викладачів психології та філософії з інших університетів, а також самостійно організовувала зустрічі у форматі «питання-відповідь».
У 2008 році вирішила займатися психологією професійно та поступила в Міжнародний інститут глибинної психології (МІГП). На три роки повністю занурилася в навчання: отримувала різні спеціалізації, відвідувала всі можливі лекції та семінари відомих практиків. У 2011 році отримала диплом практичного психолога за спеціальністю «психоаналіз».
Після закінчення МІГП Леся почала приватну практику та вступила в Українську Асоціацію Психоаналізу [Архівовано 5 березня 2016 у Wayback Machine.], пройшовши всі необхідні атестації. Напрямком роботи обрала об'єктні стосунки. Розробила авторський курс (лекції та факультативи) «Теорія об'єктних стосунків», який упродовж трьох років читала в МІГП. Паралельно у 2013 році вступила в магістратуру гуманітарних і соціальних наук спільного проєкту МІГП, університету ім. М. П. Драгоманова та Університету м. Ніцци, де навчалася у провідних спеціалістів Франції.
У 2016 році подала документи та вступила в докторантуру університету імені Зігмунда Фрейда (Відень). Написання докторської для неї — можливість ще більше поглибити знання у психоаналізі, зробити важливі відкриття та привнести нові методики в Україну. У 2020 році розпочала навчання у Київському Інституті Сучасної Психології та Психотерапії за спеціальністю «психологія», підготовка за програмою «клінічна психологія».
Леся проводить психоаналітичні зустрічі та консультує в приватному порядку, а також виступає експертом-психологом широкого профілю для компаній і ТБ-проєктів. Регулярно пише статті для декількох українських видань.

### Робота на ТБ
Ще в університеті на Лесю Матвєєву звернули увагу кастингові агентства. Запросили її на телепроби, які вона успішно пройшла та знялася в кількох рекламних роликах.
У 2004 році вона взяла участь в конкурсі «Міс Україна 2004», де виграла головну корону. У тому ж році вона стала ведучою прогнозу погоди на каналі «Інтер», роком пізніше — практикувалася журналісткою вечірніх новин із сюжетами про культурні заходи.
У 2004—2005 роках спробувала себе як акторка, знявшись у серіалах «Зцілення коханням» і «Торгаші». Далі розвивати кар'єру вона не стала.
Після народження першої дитини пішла в декрет, а на ТБ-проєкти повернулася в іншій якості — як запрошена експертка з питань психології. Одним із таких проєктів став «Одруження наосліп» на каналі «1+1», куди її запросили у 2015 році. У проєкті про складні людські долі та стосунки Леся стала консультанткою і ведучою.
Роботу на телебаченні Матвєєва продовжує успішно поєднувати з консультуванням і проведенням навчальних семінарів.
З вересня 2021 року веде власне шоу «Не бреши мені» на телеканалі LIVE, де разом зі співведучим, психотерапевтом Спартаком Субботою, викриває за мімікою та жестами брехню відомих людей.

## Особисте життя
У 2006 році одружилася зі Львом Парцхаладзе. Від шлюбу має двох неповнолітніх дітей: син Парцхаладзе Єгор Львович (2007 р.н.) та донька Парцхаладзе Ангеліна Львівна (2010 р.н.). У 2016 році пара вирішила розлучитися.
З 2020 року перебуває у шлюбі з Валерієм Созановським, виховує від нього дочку Олександру.
Систематично займається спортом, рано встає, дотримується здорового способу життя, ґрунтуючись на знанні про тісний зв'язок тіла та психіки. Любить подорожувати, дивитись фільми (і розбирати з точки зору психоаналізу). З дитинства захоплюється астрофізикою. Грає на барабанах.